# متحف الشمع في جبيل
متحف الشمع في جبيل هو متحف للشمع في مدينة جبيل في لبنان، يعرض هذا المتحف تماثيل الشمع تمثل مشاهد وحقب زمنية تبدأ من عصر إنسان ما قبل التاريخ، مرورًا بالعصور الفينيقية والصليبية والبيزنطية، ووصولًا إلى تاريخ لبنان الحديث.
يقع المتحف على ساحل شمال جبل لبنان، على مقربة من قلعة جبيل الفينيقية، التي تنتصب بجوار البحر على بعد نحو 37 كلم من العاصمة بيروت، بالقرب من كاتدرائية مار يوحنا مرقس.

## تاريخ المتحف
تأسس المتحف في سبتمبر عام 1967، حيث كان عبارة عن شركة مساهمة لبنانية أسست عام 1967، شاركه فيها كل من المنتج السينمائي عبد الحسين فواز والمهندس مصطفى فواز، والفنان حبيب الخوري. وعام 1971 توفي خوري، وأكمل شوقي أبي حنا مسيرة المتحف وأعاد ترميم المتحف عدة مرات، لا سيما بعد إغلاقه لمدة 11 سنة أثناء الحرب اللبنانية، وأضاف مجموعة من التماثيل الجديدة.
ودشنه وزير السياحة آنذاك خاتشيك بابيكيان بتاريخ 28 أغسطس 1970. يفتح المتحف أبوابه يوميا من التاسعة صباحا حتى السادسة مساءً.

## محتويات المتحف
يضم المتحف مشاهد متعددة من تاريخ لبنان القديم والحديث والفنون الشعبية، حيث يأخذ المتحف زواره برحلة عبر تاريخ لبنان منذ الفينيقيين مرورا بالقرون الوسطى والعصر الحديث حتى استقلال لبنان الحديث. كما تعكس بعض المشاهد حياة القرية اللبنانية وعاداتها.
يتم الدخول إلى المتحف عبر سراديب من تحت الأرض بهدف إعطاء المشاهد أجواء المراحل التاريخية لما يعرض، ويضم المتحف 127 تمثالُا من الشمع ويشكل ذاكرة للإرث الثقافي والفني الحضاري للبنان والمنطقة.

### شخصيات المتحف
يضم متحف جبيل الشمعي تماثيل لعدد من الشخصيات والأعلام اللبنانيين مثل جبران خليل جبران وحسن كامل الصباح وقدموس وبشير الثاني الشهابي وأحيرام وفخر الدين المعني الثاني ومحمد وأحمد المحمصاني وبشارة الخوري، وكثير غيرهم، ومن أبرز هذه الشخصيات:
| - قدموس - أوروبا - أدونيس - عشتروت - أحيروم - فخر الدين المعني الثاني | - بشير الثاني الشهابي - إبراهيم محمد علي باشا - أخوات شناي - جبران خليل جبران - حسن كامل الصباح - بشارة الخوري - عادل عسيران | - رياض الصلح - صباح - سيمون أسمر - رفيق حبيقة |